# Larissa Besen
Larissa Besen (Marechal Cândido Rondon, 2 de março de 2001) é uma jogadora de voleibol brasileira que atua na posição de central. Iniciou sua trajetória na principal competição nacional defendendo o Barueri VC, equipe com a qual sagrou-se campeã do Campeonato Paulista de 2019. No ano de 2023, conquistou a medalha de prata nos Jogos Pan-Americanos.